# Victor von Rokitansky
Victor von Rokitansky ([...?], 3 de juliol, 1836 - Viena, 17 de juliol, 1896) va ser un cantant i compositor austríac.
Fou un notable cantant i compositor de cançons; fou professor de cant en el Conservatori de Viena, i va publicar una obra Ueber Sänger und Singen (Viena, 1891; 2.º ed. 1896). Més tard es va casar amb Therese Lablache, una soprano i la filla del famós baix operístic Luigi Lablache. Era germà del famós baix-cantant Hans von Rokitansky.